# Gil Gelders
Pour les articles homonymes, voir Gelders.
Gil Gelders, né le 16 décembre 2002 à Asse, est un coureur cycliste belge membre de l'équipe Soudal Quick-Step.

## Biographie
En 2019, Gil Gelders termine notamment deuxième de La Philippe Gilbert Juniors. Il rejoint ensuite la réserve de l'équipe professionnelle Bingoal-WB en 2021. 
En 2022, il s'impose sur une étape du Tour d'Italie espoirs,. Il termine également deuxième du Grand Prix Criquielion ainsi que sixième de la Ronde de l'Isard.
Membre en 2023 de l'équipe Soudal Quick-Step Devo, il remporte Gand-Wevelgem espoirs, une étape du Tour d'Italie espoirs et se classe deuxième de Paris-Roubaix espoirs. En août, Soudal Quick-Step annonce son passage en équipe première en 2024 après signature d’un contrat portant jusqu'à la fin de l'année 2025.

## Palmarès
- 2019
  - 2e de La Philippe Gilbert Juniors
- 2022
  - Grand Prix d'Affligem
  - 5e étape du Tour d'Italie espoirs
  - 2e du Grand Prix Criquielion
  - 2e du Tour de Namur
- 2023
  - Gand-Wevelgem espoirs
  - 2e étape du Tour d'Italie espoirs
  - Ruota d'Oro
  - 2e de Paris-Roubaix espoirs

## Classements mondiaux
| Année                                 | 2021  | 2022  | 2023 | 2024 |
| ------------------------------------- | ----- | ----- | ---- | ---- |
| Classement mondial                    | 2718e | 1452e | 705e | 686e |
| UCI Europe Tour                       | 1774e | 988e  | nc   | nc   |
|                                       |       |       |      |      |
| Légende : nc = non classéSource : UCI |       |       |      |      |